# Іскрицький Михайло Андрійович
Іскрицький Михайло Андрійович (нар. 18 червня 1873 — 10 березня 1931) — громадсько-політичний діяч Російської імперії українського походження. 

## Життєпис
Походив з козацько-старшинського роду Іскрицьких із Гетьманщини, відомого ще від XVII ст. На початку XX ст. володів маєтками у Стародубському та Суразькому повітах колишнього Стародубського полку Гетьманщини.
Після закінчення Імператорського училища правознавства в 1895 році, вступив на службу по міністерству юстиції в округ Віленської судової палати, де обіймав посади секретаря окружного суду і судового слідчого.
У 1898 році оселився в родовому маєтку і присвятив себе веденню господарства та громадській діяльності. Обирався предводителем дворянства Суразького повіту (1898–1917) та почесним мировим суддею Суразького повіту (з 1898). Мав чин дійсного статського радника (1914).
У лютому 1907 року був обраний членом II Державної думи від Чернігівської губернії. Входив до групи мирного оновлення, був членом комісій по складанню Наказу про свободу совісті. У жовтні того ж року був обраний до Державної думи III скликання. Входив до фракції октябристів, був товаришем секретаря Думи. Був членом комісій з місцевого самоврядування, а також доповідачем земельної комісії та секретарем комісії з Наказу.
У 1919 році емігрував до Франції. У 1920 році виступав з доповіддю на нараді колишніх членів Державної думи в Парижі, через рік проводив збори тимчасового бюро Російського парламентського комітету. Був обраний першим головою Російського емігрантського комітету, був особливим уповноваженим Російського товариства Червоного Хреста та головою РОКК в Марселі.
Помер в 1931 році в Марселі.

## Родина
Був одружений з княжною Анастасією Петрівною Шаховською (1881–1968), дочкою члена Державної думи від Тульської губернії князя Петра Івановича Шаховського.

## Нагороди
- Орден Святого Станіслава 2-го ст. (1902);
- Орден Святої Анни 2-й ст. (1905);
- Орден Святого Володимира 4-го ст. (1908).
- медаль «В пам'ять 300-річчя царювання дому Романових» (1913)